# The Great Gabbo
The Great Gabbo, conocida como El otro yo o El Gran Gabbo en España, es una de las primeras películas de cine sonoro de la época pre-code. Es un drama musical dirigido por James Cruze, basado en el relato corto de 1928 "El Muñeco Rival" de Ben Hecht y protagonizado por Erich Von Stroheim y Betty Compson. Aunque estrenada por Sono Art-World Wide Pictures con algunas secuencias en Multicolor, las copias actuales restauradas por la Biblioteca del Congreso de Estados Unidos solo están en blanco y negro. 

## Argumento
El brillante ventrílocuo Gabbo utiliza cada vez más su muñeco "Otto" como su único medio de expresión: un artista enloquecido por su trabajo. El truco de Gabbo es su asombrosa habilidad para hacer que Otto hable (e incluso cante) mientras el propio Gabbo fuma, bebe y come. Mary, la novia y asistente de Gabbo, lo ama, pero su megalomanía, supersticiones, irritabilidad e incapacidad para expresar cualquier emoción humana sin utilizar a Otto como intermediario la impulsan a dejarlo. En la voz de Otto, Gabbo acepta la culpa por la partida de Mary y cuenta todas las cosas que ella hizo por él; pero como Gabbo, él niega sus sentimientos y le dice al muñeco que se calle.
Dos años más tarde, Gabbo se ha convertido en un ventrílocuo de renombre nacional. Es venerado por su talento, incluso cuando lo ridiculizan por su excentricidad: lleva a Otto con él a todas partes, incluso sale a cenar con él, brindando mucho entretenimiento a los clientes del restaurante. A pesar de su éxito, sigue añorando a Mary, quien ahora tiene una relación sentimental con otro cantante y bailarín, Frank. Con Mary y Frank actuando en un espectáculo en el que Gabbo es el protagonista, él intenta recuperarla. Mary está encantada con el nuevo comportamiento romántico de Gabbo, lo que lleva a Frank a sufrir ataques de celos. A medida que su noviazgo sigue teniendo éxito, Gabbo le expresa cada vez más sus emociones a Mary directamente, sin utilizar a Otto.
Un día, Gabbo descubre que, en su ausencia, Mary ha ordenado su camerino como siempre lo hacía. Convencido de que ella quiere volver con él, él la confronta con sus sentimientos, admitiendo su soledad sin ella y revelando que ha superado muchos de sus viejos fracasos, como sus supersticiones y su obsesión por su éxito personal. Sin embargo, Mary le dice que ama a Frank y que ha estado casada con él desde antes de que Gabbo volviera a su vida. Ella dice que extrañaba a Otto pero no a Gabbo, y en una última despedida le dice "Te amo" a Otto.
Profundamente frustrado por esto, después de irse Mary, Gabbo golpea a Otto en la cara, pero inmediatamente se disculpa y abraza al muñeco, llorando. Luego irrumpe en el escenario durante el final y despotrica en voz alta contra los artistas. Lo obligan a bajar del escenario y lo despiden del espectáculo. Mary intenta confrontar a Gabbo después, pero él solo la mira con tristeza y se aleja. Los trabajadores quitan las letras que anuncian "El Gran Gabbo" de la marquesina mientras Gabbo observa.

## Reparto
- Erich von Stroheim como El Gran Gabbo
- Betty Compson como Mary
- Donald Douglas como Frank
- Marjorie Kane como Babe
- John F. Hamilton como Vecino (sin acreditar)

## Producción
Considerada en la publicidad como un "espectáculo dramático de canto, baile y diálogos", esta temprana película sonora entrelaza extrañamente un drama crudo con números gratuitos de producción musical en escena, de larga duración y a gran escala, como "Every Now and Then", "I'm in Love with You", "The New Step", "The Web of Love", y la ahora perdida "The Ga Ga Bird", que fue filmada en color. El número "Web of Love", en el que los artistas visten trajes estilizados de arañas y moscas, se muestra ocasionalmente en Classic Arts Showcase. Las imágenes de las secuencias de baile se reutilizaron con música diferente en The Girl from Calgary.
La versión de dominio público disponible en Internet Archive dura 68 minutos, mientras que la película original duró 96 minutos, incluida la música de salida. Los créditos iniciales mencionan "Secuencias en color de Multicolor", pero esas secuencias ahora se han perdido o han sobrevivido sólo en forma de blanco y negro. Multicolor, basado en el proceso de color anterior Prizma, cerró en 1932; sus activos fueron comprados por Cinecolor. La calidad y claridad del film es notable, incluso hay una nueva versión de 94 minutos.

## Crítica
El Gran Gabbo tuvo críticas tibias. Stroheim recibió elogios, pero la película no hizo nada para impulsar su carrera. Photoplay calificó la película como "una amarga decepción... Cruze parece haber perdido el sentido del humor y la iluminación y el escenario son terribles". La reseña del New York Times comentó desfavorablemente la calidad técnica de las secuencias de color. El historiador Arthur Lennig escribió que El gran Gabbo "demuestra poca inventiva y muestra a pocos de sus actores con ventaja". Señala que, debido a restricciones presupuestarias obvias, varios errores de guion por parte de los miembros del elenco llegaron al montaje final.

## Canciones
- "Every Now and Then"
  - Interpretada por Marjorie Kane y Donald Douglas
- "I'm In Love With You"
  - Interpretada por Betty Compson y Donald Douglas
  - Escrita por Lynn Cowan and Paul Titsworth
- "The New Step"
  - Interpretada por Marjorie Kane y coro
  - Escrita por Lynn Cowan and Paul Titsworth
- "I'm Laughing"
  - Interpretada por Otto El Muñeco, con Erich von Stroheim
  - Escrita por King Zany and Donald McNamee
- "Icky" (the lollipop song)
  - Interpretada por Otto El Muñeco, con Erich von Stroheim
  - Escrita por King Zany y Donald McNamee
- "The Web Of Love"
  - Interpretada por Betty Compson y Donald Douglas
  - Escrita por Lynn Cowan y Paul Titsworth
- "The Ga Ga Bird"
  - (falta en las impresiones conocidas, pero se vislumbra un número importante de producción entre las alucinaciones de Gabbo)

## Legado
Se utilizaron imágenes de Fractured Flickers en el segmento "Hymie und Me" (Episodio 14), en el que el muñeco se presenta como un comediante vivo y sensible con Von Stroheim como su compañero serio. Los Simpson utilizaron la idea del muñeco de ventrílocuo representada aquí para el episodio "Krusty Es Kancelado", donde Gabbo es el nombre de un muñeco que camina, habla y canta (y no es muy amable ni simpático) que trabaja con un hombre llamado Arthur Crandall.